# Waldsieversdorf
Waldsieversdorf è un comune di 846 abitanti del Brandeburgo, in Germania.

Appartiene al circondario (Landkreis) del Märkisch-Oderland (targa MOL) ed è parte della comunità amministrativa (Amt) della Märkische Schweiz.

## Società

### Evoluzione demografica
| Anno | Abitanti |
| ---- | -------- |
| 1875 | 59       |
| 1890 | 65       |
| 1910 | 378      |
| 1925 | 678      |
| 1933 | 583      |
| 1939 | 776      |
| 1946 | 830      |
| 1950 | 1 079    |
| 1964 | 1 144    |
| 1971 | 1 060    |

| Anno | Abitanti |
| ---- | -------- |
| 1981 | 1 095    |
| 1985 | 1 067    |
| 1989 | 1 094    |
| 1990 | 1 042    |
| 1991 | 1 041    |
| 1992 | 1 117    |
| 1993 | 1 050    |
| 1994 | 1 000    |
| 1995 | 1 075    |
| 1996 | 1 253    |

| Anno | Abitanti |
| ---- | -------- |
| 1997 | 1 129    |
| 1998 | 1 137    |
| 1999 | 934      |
| 2000 | 944      |
| 2001 | 913      |
| 2002 | 931      |
| 2003 | 1 163    |
| 2004 | 1 133    |
| 2005 | 1 254    |
| 2006 | 1 179    |

| Anno | Abitanti |
| ---- | -------- |
| 2007 | 929      |
| 2008 | 920      |
| 2009 | 898      |
| 2010 | 921      |
| 2011 | 840      |
| 2012 | 843      |
| 2013 | 814      |